# Okręty podwodne typu Archimede
Okręty podwodne typu Archimede – typ włoskich okrętów podwodnych używanych przez Regia Marina w okresie II wojny światowej.
Były podwodnymi okrętami oceanicznymi z częściowo podwójnym kadłubem, operującymi na głębokości do 100 m. Wszystkie zostały wybudowane przez stocznię Cantieri navali Tosi di Taranto w Tarencie. Powstały jako rozwinięcie typu Settembrini. Dwa okręty: „Archimede” i „Toricelli” zostały sprzedane w 1937 roku hiszpańskim nacjonalistom. Ogółem wybudowano 4 okręty tego typu. Jeden z nich zostały utracony w wyniku działań wojennych.

## Okręty
| Nazwa okrętu             | Data wodowania   | Przebieg służby |
| ------------------------ | ---------------- | --- |
| „Archimede”              | 10 grudnia 1933  | W drugiej połowie 1936 roku uczestniczył w tajnej misji na hiszpańskich wodach. W kwietniu 1937 sprzedany został hiszpańskim nacjonalistom i nazwany „General Mola”. 26 lipca 1937 roku zatopił republikański transportowiec „Cabo Palos”, 2 stycznia 1938 roku holenderski frachtowiec „Hanna”, a 30 marca poważnie uszkodził grecki statek „Lena”. Oddany na złom w roku 1959. |
| „Galileo Ferraris”       | 11 sierpnia 1934 | 25 października 1941 roku zatopiony na Atlantyku w wyniku wspólnej akcji łodzi latającej PBY-5A Catalina i niszczyciela HMS „Lamerton” na pozycji 37°07'0"N 14°19'0"W. |
| „Galileo Galilei”        | 19 marca 1934    | 16 czerwca 1940 roku zatopił norweski tankowiec „James Stove” niedaleko Adenu na Morzu Czerwonym. Zdobyty dwa dni później przez brytyjski uzbrojony trawler HMS „Moonstone”. Wcielony do Royal Navy jako HMS X2, złomowany w roku 1946. |
| „Evangelista Torricelli” | 27 marca 1934    | W roku 1936, wciąż jeszcze pod włoską banderą, storpedował i poważnie uszkodził republikański krążownik „Miguel de Cervantes”. Przekazany marynarce wojennej nacjonalistów hiszpańskich w kwietniu 1937 roku, nazwany został „General Sanjurjo”. Zatopił 30 maja 1937 transportowiec „Ciudad de Barcelona”, a 21 stycznia 1938 roku brytyjski parowiec „Endymion”. Złomowany w roku 1959. Po sprzedaży okrętu Hiszpanom nazwą „Torricelli” ochrzczono inny okręt podwodny typu Brin, który zatonął w roku 1940 na Morzu Czerwonym. |

- 18 czerwca 1940 roku „Galileo Galilei” zatrzymał wystrzałem z działa jugosłowiański statek handlowy „Drava”, ale w związku z tym, że Jugosławia była jeszcze krajem neutralnym, statek został zwolniony[5]. Wystrzał zwabił jednak na miejsce uzbrojony trawler HMS „Moonstone”, z którego o godzinie 16:30 dostrzeżono peryskop włoskiego okrętu podwodnego. Trawler natychmiast zaatakował dwiema bombami głębinowymi, ale nie uszkodził przeciwnika[5]. Następnego dnia, gdy trawler ponowił atak bombami głębinowymi i uszkodzeniu uległy baterie akumulatorów „Galileiego”, dowódca dał rozkaz wynurzenia i podjęcia walki na powierzchni[5]. Już na samym początku starcia okazało się, że uszkodzone są przyrządy celownicze przedniego działa „Galileiego”. Po dziesięciu minutach szybszy „Moonstone” zaliczył pierwsze trafienie zabijając kilku ludzi i raniąc dowódcę włoskiej jednostki[5]. Następny celny strzał zdziesiątkował obsadę przedniego działa[5], a zamek tylnego działa zaciął się. Kolejna salwa „Moonstone’a” zabiła wszystkich ludzi z obsady pomostu kiosku łącznie z dowódcą[5]. Mimo że przy życiu został tylko jeden oficer „Galilei” nadal próbował się bronić, ale po pojawieniu się na miejscu boju brytyjskiego niszczyciela HMS „Kandahar”[5], włoska jednostka skapitulowała. Okręt podwodny stracił 16 ludzi: dowódcę, czterech oficerów, siedmiu podoficerów i czterech marynarzy[6]. Załoga została wzięta do niewoli, a okręt odholowany do Adenu. „Galileo Galilei” został w czerwcu 1942 roku wcielony do Royal Navy jako HMS X2 (później P 711) i był używany jako okręt ćwiczebny na Dalekim Wschodzie. Na złom oddany został 1 stycznia 1946 roku.